# 拉莫特-皮凯-格勒内勒站
拉莫特-皮凯-格勒内勒站（法語：La Motte-Picquet - Grenelle）是法国巴黎地铁6号线、巴黎地铁8号线和巴黎地铁10号线共用的一个车站，其中後兩線結成地下跨月台轉車站，位于巴黎十五区，1906年4月24日启用。站名源自於拉莫特·皮凯大街（以路易十四和路易十五时期的法国海军司令图桑-纪尧姆·皮凯·德·拉莫特命名）和格勒納勒大道（以地名格勒内勒命名）。

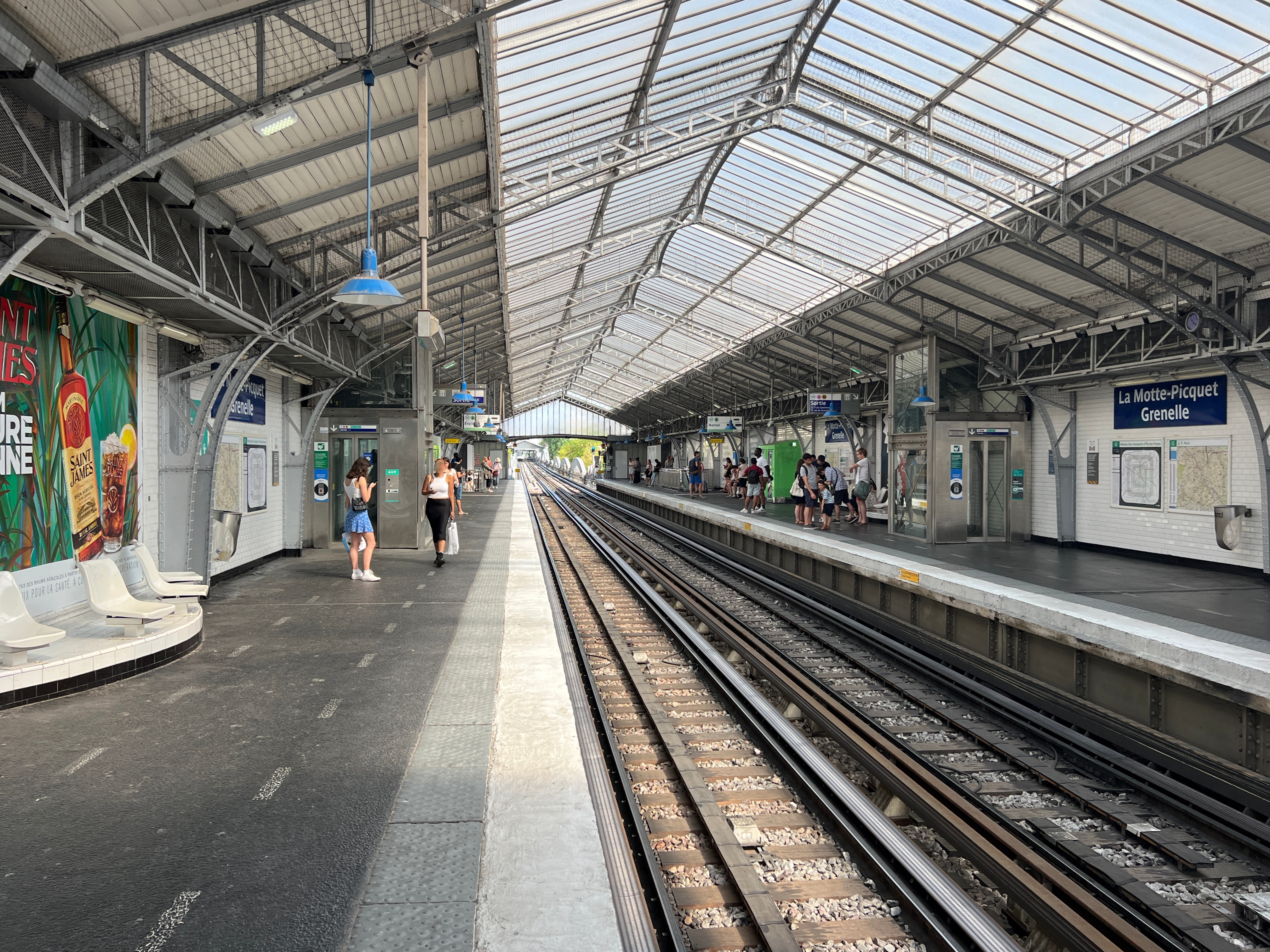
6號線月台 (2022年6月)

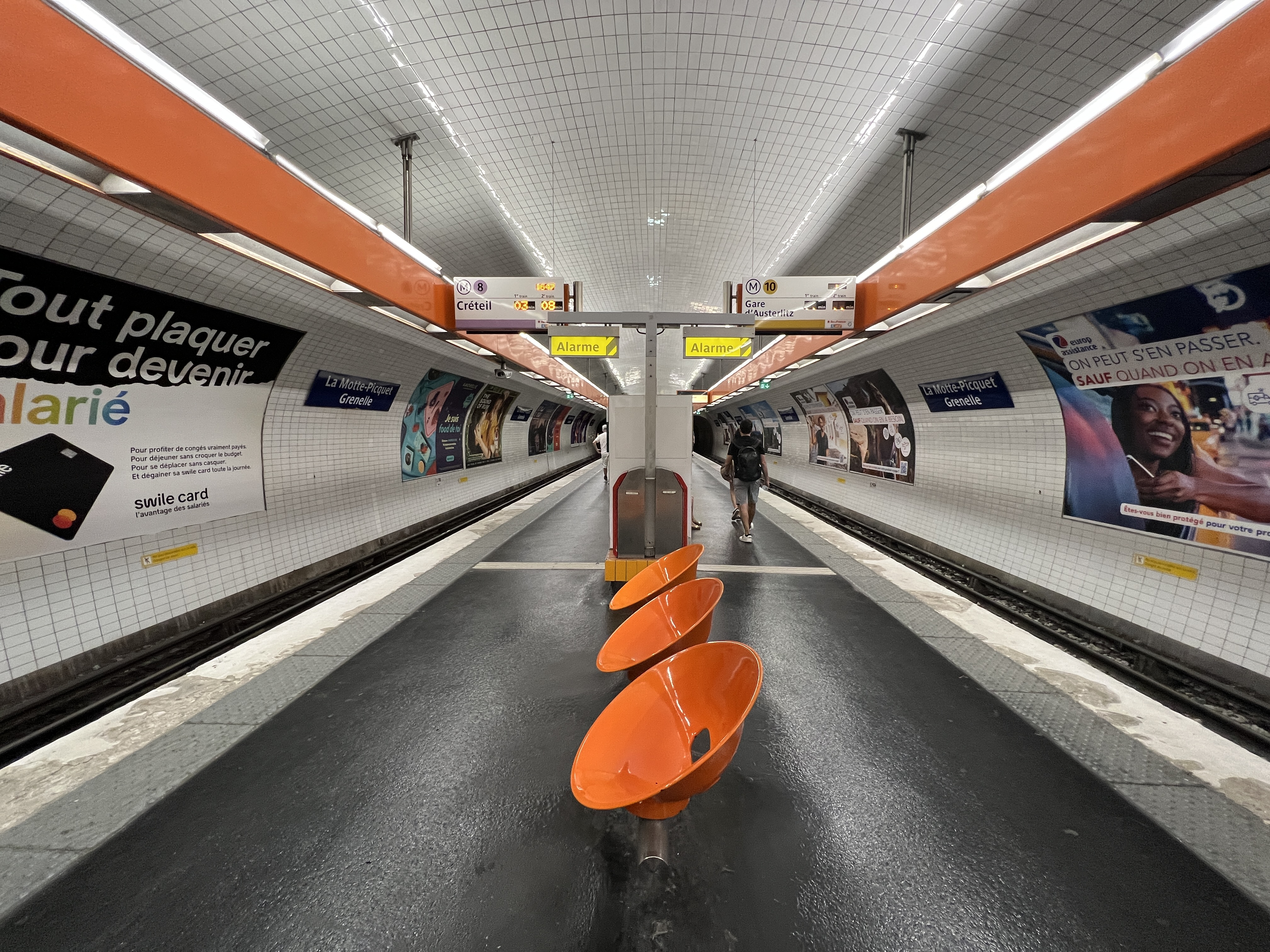
8號線與10號線月台 (2022年6月)

## 車站結構
| 6號線月台    | 側式月台，右側開門    | 側式月台，右側開門                   |
| 6號線月台    | 往夏爾·戴高樂-星形    | 往夏爾·戴高樂-星形（杜布雷）         |
| 6號線月台    | 往民族                | 往民族（坎布羅恩）                   |
| 6號線月台    | 側式月台，右側開門    |                                      |
| 1F           | 夾層                  |                                      |
| 街道層       |                       |                                      |
| B1           | 夾層                  |                                      |
| 8/10號線月台 | 8號線南行             | 往巴拉（商業）                       |
| 8/10號線月台 | 島式月台，左/右側開門 |                                      |
| 8/10號線月台 | 10號線西行            | 往布洛涅-聖克盧橋（埃米爾·左拉大街） |
| 8/10號線月台 | 10號線東行            | 往奧斯特里茨站（塞居爾）             |
| 8/10號線月台 | 島式月台，左/右側開門 |                                      |
| 8/10號線月台 | 8號線北行             | 往湖之角（軍校）                     |